# وحید الفتال
وحید الفتال (عربی: وحيد عبدالله الفتال؛ زادهٔ ۱ ژوئن ۱۹۷۸) بازیکن سابق و مربی فوتبال اهل لبنان است.
از باشگاه‌هایی که در آن بازی کرده‌است می‌توان به باشگاه ورزشی النجمه لبنان و باشگاه فوتبال الانصار لبنان اشاره کرد.
وی همچنین در تیم ملی فوتبال لبنان بازی کرده‌است.